# Amt Borken
Das Amt Borken der Landgrafschaft Hessen verwaltete die landgrafschaftlichen Besitzungen und die landgräfliche Gerichte, die in der Umgebung der Stadt Borken lagen.

## Zugehörige Orte
Neben den 1372 zur Stadt Borken gehörenden Orten Herboldshausen (heute eine Wüstung im Westen von Borken) und Heckenhausen (heute eine Wüstung im Nordwesten von Marienrode) sind es die in der folgenden Tabelle aufgeführten Ortschaften und Weiler.
Mit der Neuordnung der Verwaltung 1821 wurde die Justiz und die Verwaltung organisatorisch getrennt und die Aufgaben des Amtes Borken in der Rechtsprechung wurden in das 1823 bzw. 1831 neu geschaffene Justizamt Borken überführt.
| 1570 | 1575 | 1724 | 1742 |
| --- | --- | --- | --- |
| 1. Stadt Borken 2. Arnsbach 3. Betzigerode 4. Bischhausen 5. Brünchenhain 6. Dillich 7. Dorheim 8. Gilsa 9. Gilserhof 10. Gombeth 11. Großen-Englis 12. Haarhausen 13. Heckenhausen 14. Herboldshausen 15. Kalbsburg 16. Kerstenhausen 17. Kleinenglis 18. Löwenstein 19. Marienrode 20. Nassenerfurth 21. Neuenhain 22. Nieder-Urff 23. Oberndorf 24. Römersberg 25. Schlierbach 26. Singlis 27. Stolzenbach 28. Strang 29. Trockenerfurth 30. Udenborn 31. Waltersbrück 32. Wickersdorf 33. Zimmersrode 34. Zwesten | 1. Stadt Borken 2. Arnsbach 3. Betzigerode 4. Bischhausen 5. Brünchenhain 6. Dillich 7. Dorheim 8. Gilsa 9. Gilserhof 10. Gombeth 11. Großen-Englis 12. Haarhausen 13. Heckenhausen 14. Kalbsburg 15. Kerstenhausen 16. Kleinenglis 17. Löwenstein 18. Marienrode 19. Nassenerfurth 20. Neuenhain 21. Nieder-Urff 22. Ober-Urff 23. Pfaffenhausen 24. Römersberg 25. Schlierbach 26. Singlis 27. Stolzenbach 28. Strang 29. Trockenerfurth 30. Udenborn 31. Waltersbrück 32. Wickerod 33. Zimmersrode 34. Zwesten | 1. Stadt Borken 2. Arnsbach 3. Betzigerode 4. Bischhausen 5. Dillich 6. Dorheim 7. Gilsa 8. Gilserhof 9. Gombeth 10. Großen-Englis 11. Haarhausen 12. Kalbsburg 13. Kerstenhausen 14. Kleinenglis 15. Marienrode 16. Nassenerfurth 17. Neue Mühle 18. Neuenhain 19. Nieder-Urff 20. Ober-Urff 21. Pfaffenhausen 22. Reptich 23. Römersberg 24. Schiffelborn 25. Schlierbach 26. Singlis 27. Stolzenbach 28. Strang 29. Trockenerfurth 30. Udenborn 31. Waltersbrück 32. Wenzigerode 33. Wickerod 34. Wickersdorf 35. Zimmersrode 36. Zwesten | 1. Stadt Borken 2. Arnsbach 3. Betzigerode 4. Bischhausen 5. Dillich 6. Dorheim 7. Gilsa 8. Gilserhof 9. Gombeth 10. Großen-Englis 11. Haarhausen 12. Hundshausen 13. Jesberg 14. Kalbsburg 15. Kerstenhausen 16. Kleinenglis 17. Marienrode 18. Nassenerfurth 19. Neuenhain 20. Nieder-Urff 21. Ober-Urff 22. Pfaffenhausen 23. Reptich 24. Richerode 25. Römersberg 26. Schiffelborn 27. Schlierbach 28. Singlis 29. Stolzenbach 30. Strang 31. Trockenerfurth 32. Udenborn 33. Waltersbrück 34. Wenzigerode 35. Wickerod 36. Wickersdorf 37. Zimmersrode 38. Zwesten |

## Spätere Verwaltungsreformen
Diese Ortschaften gehörten bis 1821 zum Amt Borken. In diesem Jahr wurden die Ämter Homberg, Raboldshausen und Borken zum Kreis Homberg zusammengelegt. Dabei gab es auch Verschiebungen von Ortschaften zu und von angrenzenden Kreisen.

## Justizamt
Das Amt Borken wurde in das Justizamt Borken umgewandelt. Es war für die Gerichte Gericht Borken, Gericht auf der Efze, Gericht in der Vernegau und Gericht in den Hainen zuständig. Es umfasste 1 Stadt, 15 Dörfer und 2 Höfe.
| Gerichte und Orte im Justizamt Borken | Gerichte und Orte im Justizamt Borken | Gerichte und Orte im Justizamt Borken | Gerichte und Orte im Justizamt Borken |
| Gericht Borken                        | Gericht auf der Efze                  | Gericht in der Vernegau               | Gericht in den Hainen                 |
| ------------------------------------- | ------------------------------------- | ------------------------------------- | ------------------------------------- |
| Stadt Borken                          | Lendorf                               | Verna                                 | Dillich                               |
| Arnsbach                              | Lembach                               | Allendorf                             | Neuenhain                             |
| Haarhausen                            | Freudenthal                           |                                       | Stolzenbach                           |
| Nassenerfurth                         | Roppershain                           |                                       |                                       |
| Trockenerfurth                        |                                       |                                       |                                       |
| Römersberg                            |                                       |                                       |                                       |
| Singlis                               |                                       |                                       |                                       |